# Oria lajonquierei
Oria lajonquierei är en fjärilsart som beskrevs av Bang-haas 1934. Oria lajonquierei ingår i släktet Oria och familjen nattflyn. Inga underarter finns listade i Catalogue of Life.